# Hendrick Dirckszn
Hendrick Dirckszn (? - Haarlem,  1578) was een Amsterdamse bestuurder, bekend gebleven door zijn betrokkenheid bij religieuze en politieke twisten in de zestiende eeuw. 
Hendrick Dirckszn was afkomstig uit een eenvoudig milieu: zijn vader was vanuit Sloterdijk naar Amsterdam verhuisd en had daar een gerespecteerde, zij het bescheiden maatschappelijke positie verworven.
Dirckszn had gestudeerd in Leuven en voerde de titel van meester. Zijn politieke loopbaan begon in 1525, toen hij lid werd van de Amsterdamse vroedschap. In 1526 werd hij voor het eerst benoemd tot schepen en in 1539 tot burgemeester van de stad. Hij stond bekend als een ambitieuze man met een sterke drang naar macht en rijkdom — beide wist hij te verwerven. Hij werd al snel de leidende figuur in een kleine, door familiebanden hecht verbonden groep regenten. 
Bekrompen en fanatiek katholiek, met een afkeer voor hogere standen, gedreven door een sterke  machtswil en weinig gewetensbezwaren: dat waren de kenmerken van deze invloedrijke burgemeester. Tijdens zijn politieke carrière was hij echter ook omstreden. Er bestond verdenking van bedrog bij het handhaven van graanexport en bij de inning van de tiende penning. Dirckszn was fel tegenstander van de Reformatie en trad hard op tegen protestantse bewegingen. In 1552 was hij de drijvende kracht achter de godsdienstvervolging. In 1554 botste hij met Willem Dirckszn Bardes, de gematigde schout van Amsterdam. De onenigheid liep zo hoog op dat er twee kampen ontstonden: de "Schoutisten" en de "Hendrik-Dirksisten". Met vervalste getuigenissen probeerde hij Bardes uit zijn ambt te verdrijven. Hendrick Dirckszn werd daarvoor vastgenomen, en hoewel andere deelnemers aan het complot werden veroordeeld, kon het bewijs tegen hem niet sluitend gemaakt worden, waarna hij op borgtocht werd vrijgelaten. Hij werd daarna opnieuw burgemeester van Amsterdam.
Na de Alteratie van Amsterdam in 1578, waarbij het stadsbestuur in protestantse handen overging, werd Dirckszn samen met andere katholieke bestuurders en geestelijken uit de stad verbannen. Toen men hem naar het vaartuig bracht dat hem, samen met anderen, aan de Sint Antoniesdijk moest afzetten, was hij ervan overtuigd dat men het schip met alle opvarenden tot zinken zou brengen. Eenmaal aan land hervond hij echter zijn kalmte en sprak zelfs spottend over zijn lot.
Hendrick Dirckszn overleed hetzelde jaar in Haarlem. Zijn dood werd door weinigen betreurd; volgens de overlevering zou de duivel zijn lichaam hebben opgehaald.